# Heidi Holland
Heidi Holland (6 tháng 10 năm 1947 – 11 tháng 8 năm 2012), còn được gọi là Heidi Hull (tên trong cuộc hôn nhân đầu tiên của bà), là một nhà báo và tác giả người Nam Phi đã tham gia vào ngành báo chí trong hơn 30 năm.
Bà là biên tập viên cho Illustrated Life Rhodesia, làm biên tập viên tự do trên các ấn phẩm như The Sunday Times, The Telegraph, International Herald Tribune, The New York Times và The Guardian, và cũng đã làm việc cho các dự án nghiên cứu cho các phim tài liệu truyền hình Anh.
Bà là tác giả của nhiều cuốn sách khác nhau, chẳng hạn như Dinner with Mugabe, một tài khoản về các cuộc gặp gỡ của bà với Robert Mugabe, chủ tịch Zimbabwe. Trước đây, bà phát hành The Colour of Murder, một phân tích quan trọng của các vụ thử nghiệm giết người 2002 van Schoor ở Nam Phi.
Bà cũng phát hành một cuốn sách dựa trên lịch sử của đảng cầm quyền của Nam Phi, The Struggle: Một lịch sử của Quốc hội châu Phi. Bà được tìm thấy đã chết vì một vụ tự sát rõ ràng trong nhà của bà gần Johannesburg.

## Đời sống
Heidi Holland được sinh ra ở Johannesburg vào năm 1947, là con gái của một người cha là người Anh và một người mẹ Thụy Sĩ. Khi lên ba tuổi, gia đình bà chuyển đến Nam Rhodesia, nơi bà theo học trường trung học Lord Malvern ở Salisbury, trước khi trở thành một nhà báo, làm việc cho Illustrated Life Rhodesia.
Holland trở về Nam Phi năm 1982. Người chồng đầu tiên của bà là Tony Hull, hai người có một con trai, Jonah, một phóng viên lưu động có trụ sở tại trung tâm phát sóng của Al Jazeera International ở London.
Bà cũng có một đứa con trai tên là Nick với người chồng thứ hai – George Patrikios, một bác sĩ phẫu thuật.Vào ngày 11 tháng 8 năm 2012, bà được tìm thấy treo cổ trên cây ở nhà bà ở Johannesburg. Người chồng thứ hai của bà đã chết trước đó.

## Báo chí
Trước đó trong sự nghiệp của mình, Holland đã là biên tập viên của Illustrated Life Rhodesia. Sau đó, bà làm freelance cho một số tạp chí quốc tế, bà là một biên tập viên chuyên mục cho The Star, một tờ báo phổ biến tại Nam Phi có trụ sở tại Johannesburg.